# زنر (كورنوال)
زنر (بالإنجليزية: Zennor)‏ هي قرية وأبرشية مدنية تقع في المملكة المتحدة في إنجلترا. يقدر عدد سكانها بـ 196 نسمة .